# Diastema morata
Diastema morata är en fjärilsart som beskrevs av William Schaus 1894. Diastema morata ingår i släktet Diastema och familjen nattflyn. Inga underarter finns listade i Catalogue of Life.